# Henry Franklin

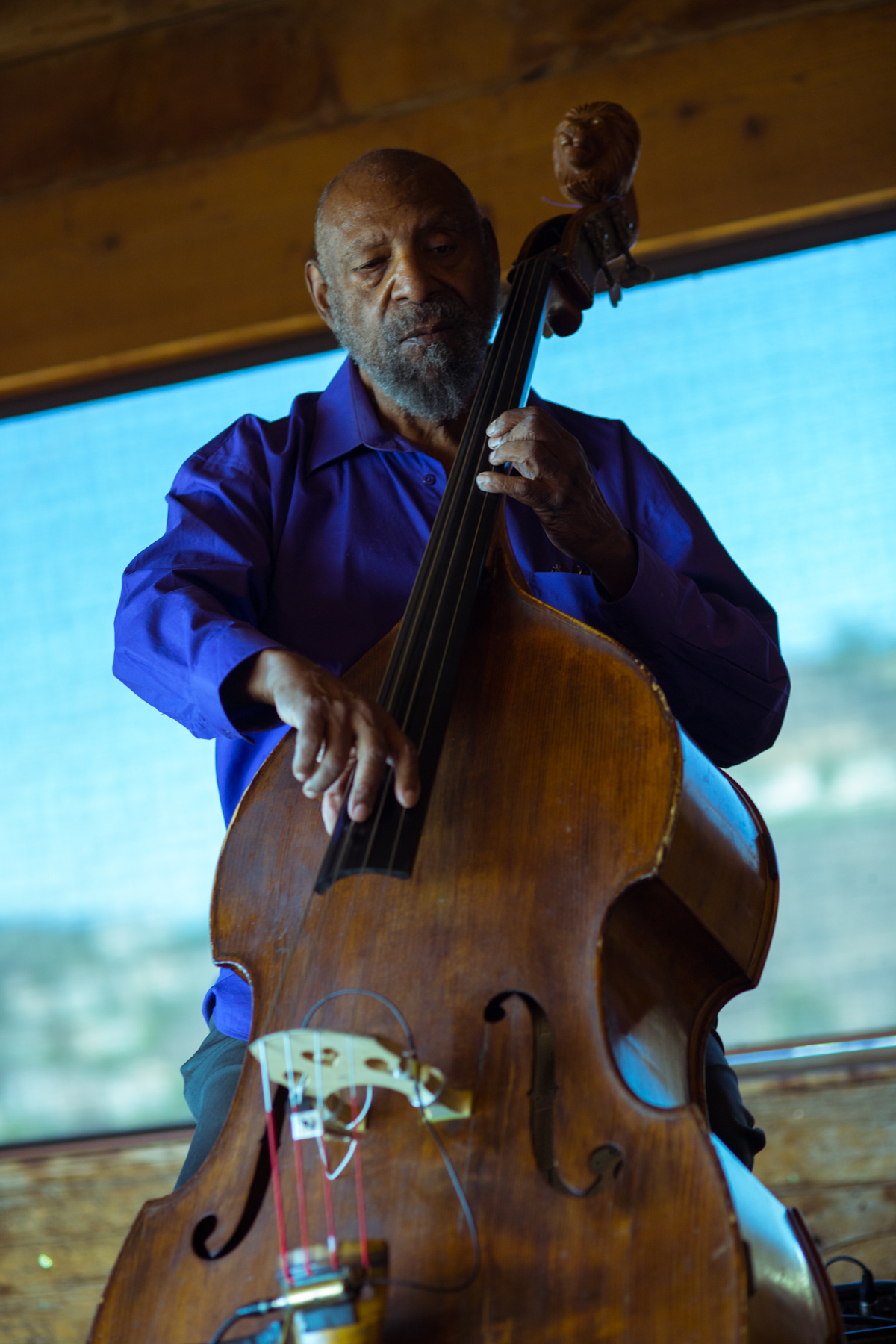
Henry Franklin, 2018

Henry „The Skipper“ Franklin (* 1. Oktober 1940 in Los Angeles) ist ein US-amerikanischer Jazzmusiker (Kontrabass, E-Bass).

## Leben und Wirken
Franklin, ein Sohn des West-Coast-Trompeters Sammy Franklin, spielte während der Highschool in der Latinband von Roy Ayers, dann in New York bei Willie Bobo und Archie Shepp. Ab Mitte der 1960er-Jahre war er vorwiegend in der Musikszene von Los Angeles aktiv; erste Aufnahmen entstanden 1968 mit Hugh Masekela (...Is Alive and Well at the Whiskey a Go-Go).  In den folgenden Jahren war er Mitglied des Trio The Three Sounds um den Pianisten Gene Harris; außerdem arbeitete er u. a. mit  Doug Carn und Gene Russell und John Carter. 1971 spielte er in Chicago für das Label Black Jazz sein Debütalbum The Skipper ein, an dem u. a. Oscar Brashear, Charles Owens, Bill Henderson, Kenny Climax und Michael Carvin mitwirkten.
Mit Hampton Hawes gastierte Franklin 1971 auf dem Montreux Jazz Festival; danach trat er mit Hawes und Gerry Mulligan auf dem Pescara Jazz Festival auf. Mit Hampton Hawes tourte er auch in England (Anglo-American Jazz – Phase One, mit Peter King) und Dänemark (A Little Copenhagen Night Music, mit Dexter Gordon). Nach seiner Rückkehr nach Kalifornien spielte er im John Carter/Bobby-Bradford-Quartet (Secrets, 1972), Woody Shaw (Song of Songs), Phil Woods, Michael Howell, Julian Priester (Love Love, ECM, 1973), Bobbi Humphrey, Donald Byrd, Sonny Rollins, Calvin Keys, Hammond Smith, Roland Haynes, Freddie Hubbard (Liquid Love, 1976), Freddie Redd, Ray Crawford und Benny Powell. Ferner nahm er unter eigenem Namen eine Reihe von Soul-Jazz-Alben auf, an denen Musiker wie Rob Blakeslee, Jerry Rusch, Al Hall Jr., Charles Owens und Dwight Dickerson beteiligt waren.
In den 1980er- und 90er-Jahren arbeitete Franklin im Creative Arts Ensemble (u. a. mit George Bohanon, Jeff Clayton), im Dennis González/John Purcell 8Tet und im Dennis Gonzalez New Dallas Quartet, ferner mit Fred Raulston, John Wood und Fred Griffin. Mit Carl Burnett und Bobby Pierce (3 More Sounds) nahm er 2003 eine Hommage an The Three Sounds auf (A Musical Tribute to Gene Harris). 2012 spielte er mit Chuck Manning, Bill Heid und Carl Burnett ein Tributalbum an McCoy Tyner (High Voltage) ein. Im Bereich des Jazz war er zwischen 1967 und 2006 an über 94 Aufnahmesessions beteiligt.

## Diskographische Hinweise
- The Skipper at Home (Black Jazz, 1974)
- Tribal Dance (Catalyst, 1977)
- We Came to Play (The Skipper .... and Crew) (Daagnim Records, 1985)
- Shalabongo (It’s Up To God) (Jeru, 1989)
- Bassic Instincts (Resurgent, 1995), mit Tony Lujan, Phil Ranelin, George Harper, Charles Owens, Cecilia Coleman, Michael Carvin, Pat Bass
- Henry Franklin, Steve Clover, Marc Seales: Ears Wide Open (Beezwax Records 2003)
- Oh What a Beautiful Morning (Skipper, 2008), mit Azar Lawrence, Theo Saunders, Tony Austin
- Azar Lawrence, Nate Morgan, Henry Franklin, Alphonse Mouzon: Prayer for My Ancestors (Furthermore, 2009)
- Henry Franklin & Bob Mocarsky Featuring Chris Trzcinski: Shanghai (Skipper, 2011)
- Adrian Younge & Ali Shaheed Muhammad: Jazz Is Dead 014: Henry Franklin